# Lista de comunidades quilombolas em Tocantins
Lista de comunidades remanescentes de quilombos localizadas no estado brasileiro em Tocantins. O tombamento de quilombos é previsto pela Constituição Brasileira de 1988, bastando a certificação pela Fundação Cultural Palmares (FCP):
Art. 216. Constituem patrimônio cultural brasileiro os bens de natureza material e imaterial, tomados individualmente ou em conjunto, portadores de referência à identidade, à ação, à memória dos diferentes grupos formadores da sociedade brasileira [...]

§ 5º Ficam tombados todos os documentos e os sítios detentores de reminiscências históricas dos antigos quilombos.
Cada comunidade tem um Relatório Técnico de Identificação e Delimitação (RTID) publicado no Diário Oficial da União. Essa é uma etapa do processo de regularização fundiária assegurando o direito de sua terra, elaborado por Grupo Técnico nomeado pelo Instituto Nacional de Colonização e Reforma Agrária (INCRA).
Povos Tradicionais ou Comunidades Tradicionais são grupos que possuem uma cultura diferenciada da cultura predominante local, que mantêm um modo de vida intimamente ligado ao meio ambiente natural em que vivem. Através de formas próprias: de organização social, do uso do território e dos recursos naturais (com relação de subsistência), sua reprodução sócio-cultural-religiosa utiliza conhecimentos transmitidos oralmente e na prática cotidiana.

## Comunidades
| Imagem | Comunidade                          | Localização                                              | Coordenadas                  | Referência |
| ------ | ----------------------------------- | -------------------------------------------------------- | ---------------------------- | ---------- |
|        | Quilombo Baião                      | Almas                                                    | 11° 13′ 26″ S, 47° 00′ 53″ O |            |
|        | Quilombo Poço Dantas                | Almas                                                    | 11° 25′ 06″ S, 47° 09′ 51″ O |            |
|        | Quilombo Pé do Morro                | Aragominas                                               | 7° 10′ 28″ S, 48° 31′ 12″ O  |            |
|        | Quilombo Projeto da Baviera         | Aragominas                                               | 7° 09′ 23″ S, 48° 32′ 03″ O  |            |
|        | Quilombo Ilha São Vicente           | Araguatins                                               | 5° 38′ 51″ S, 48° 08′ 08″ O  |            |
|        | Quilombo Lagoa da Pedra             | Arraias                                                  | 12° 56′ 15″ S, 46° 56′ 52″ O |            |
|        | Quilombo Mimoso                     | Arraias Paranã                                           | 12° 54′ 39″ S, 46° 57′ 16″ O |            |
|        | Quilombo Córrego Fundo              | Brejinho de Nazaré                                       | 11° 00′ 15″ S, 48° 34′ 27″ O |            |
|        | Quilombo Curralinho do Pontal       | Brejinho de Nazaré                                       | 11° 00′ 30″ S, 48° 33′ 09″ O |            |
|        | Quilombo Malhadinha                 | Brejinho de Nazaré                                       | 11° 01′ 33″ S, 48° 35′ 24″ O |            |
|        | Quilombo Manoel João                | Brejinho de Nazaré                                       | 11° 02′ 23″ S, 48° 33′ 44″ O |            |
|        | Quilombo Chapada da Natividade      | Chapada da Natividade                                    | 11° 37′ 01″ S, 47° 44′ 16″ O |            |
|        | Quilombo São José                   | Chapada da Natividade                                    | 11° 36′ 28″ S, 47° 45′ 36″ O |            |
|        | Quilombo Água Branca                | Conceição do Tocantins                                   | 12° 13′ 25″ S, 47° 16′ 51″ O |            |
|        | Quilombo Matões                     | Conceição do Tocantins                                   | 12° 13′ 12″ S, 47° 18′ 09″ O |            |
|        | Quilombo Lajeado                    | Dianópolis                                               | 11° 35′ 08″ S, 46° 43′ 14″ O |            |
|        | Quilombo Santa Maria das Mangueiras | Dois Irmãos do Tocantins                                 | 9° 09′ 01″ S, 49° 04′ 46″ O  |            |
|        | Quilombo Carrapiché                 | Esperantina                                              | 5° 12′ 39″ S, 48° 31′ 45″ O  |            |
|        | Quilombo Ciríaco                    | Esperantina                                              | 5° 24′ 23″ S, 48° 30′ 46″ O  |            |
|        | Quilombo Praiachata                 | Esperantina                                              | 5° 22′ 06″ S, 48° 41′ 16″ O  |            |
|        | Quilombo Grotão                     | Filadélfia                                               | 7° 19′ 47″ S, 47° 29′ 47″ O  |            |
|        | Quilombo Rio das Almas              | Jaú do Tocantins                                         | 12° 39′ 18″ S, 48° 35′ 03″ O |            |
|        | Quilombo Barra do Aroeira           | Lagoa do Tocantins Novo Acordo Santa Tereza do Tocantins | 10° 18′ 18″ S, 47° 34′ 17″ O |            |
|        | Quilombo Boa Esperança              | Mateiros                                                 | 10° 47′ 31″ S, 46° 27′ 01″ O |            |
|        | Quilombo Mata Grande                | Monte do Carmo                                           | 10° 42′ 31″ S, 47° 59′ 09″ O |            |
|        | Quilombo Dona Juscelina             | Muricilândia                                             | 7° 08′ 32″ S, 48° 37′ 00″ O  |            |
|        | Quilombo Redenção                   | Natividade                                               | 11° 43′ 54″ S, 47° 43′ 01″ O |            |
|        | Quilombo Lagoa Azul                 | Ponte Alta do Tocantins                                  | 10° 46′ 56″ S, 47° 27′ 10″ O |            |
|        | Quilombo Laginha                    | Porto Alegre do Tocantins                                | 11° 31′ 09″ S, 46° 58′ 46″ O |            |
|        | Quilombo São Joaquim                | Porto Alegre do Tocantins                                | 11° 28′ 16″ S, 47° 06′ 18″ O |            |
|        | Quilombo Cocalinho                  | Santa Fé do Araguaia                                     | 7° 08′ 59″ S, 48° 41′ 13″ O  |            |
|        | Quilombo Morro de São João          | Santa Rosa do Tocantins                                  | 11° 26′ 52″ S, 48° 07′ 48″ O |            |
|        | Quilombo Povoado do Prata           | São Félix do Tocantins                                   | 9° 58′ 44″ S, 46° 41′ 27″ O  |            |

∑ 33 items.